# جبل قلاقيران
جبل قلاقيران (بالفارسية:  کوه قلاقیران ) هو أحد جبال محافظة إيلام يقع وسط سلسلة جبال زاغروس في غرب إيران.

## الموقع الجغرافي
یقع جبل قلاقیران على بعد 5 كیلومترات من غرب مدينه إيلام وتحيط به المناظر الطبيعيه الخلابة مثل المتنزهات البریه «ششدار» و «منجل» التي خلقت منظراً جمیلاً. يعتبر هذا الجبل رمزا لمدينه إيلام.